# Rispengräser
Die Rispengräser (Poa) sind eine Pflanzengattung innerhalb der Familie der Süßgräser (Poaceae). Die etwa 567 Arten sind von subarktischen sowie subantarktischen bis zu gemäßigten Gebieten fast weltweit und in tropischen Gebirgen weitverbreitet.

## Beschreibung

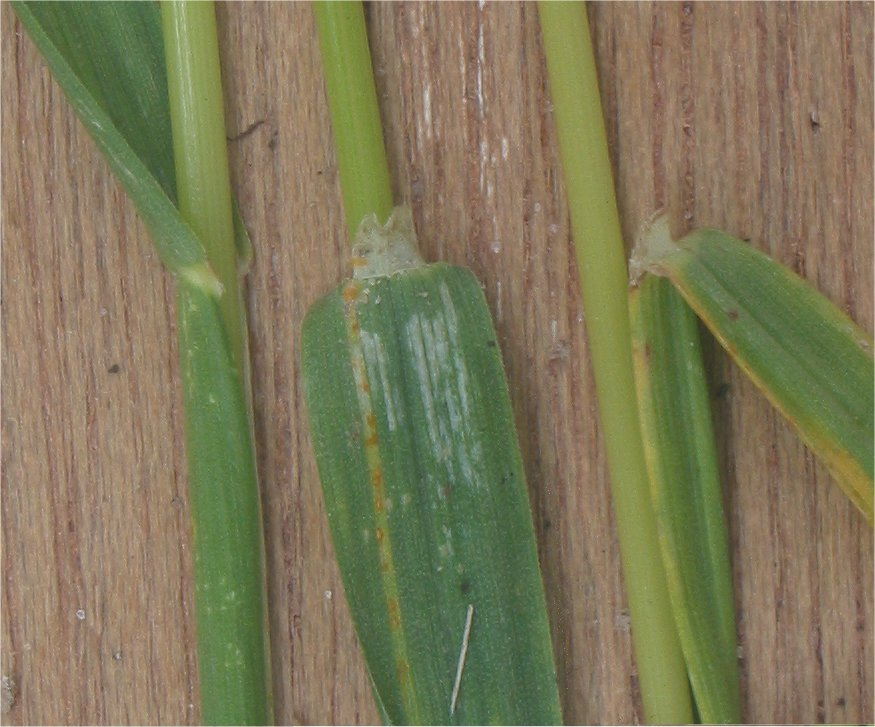
Blatthäutchen vom Wiesen-Rispengras (Poa pratensis)

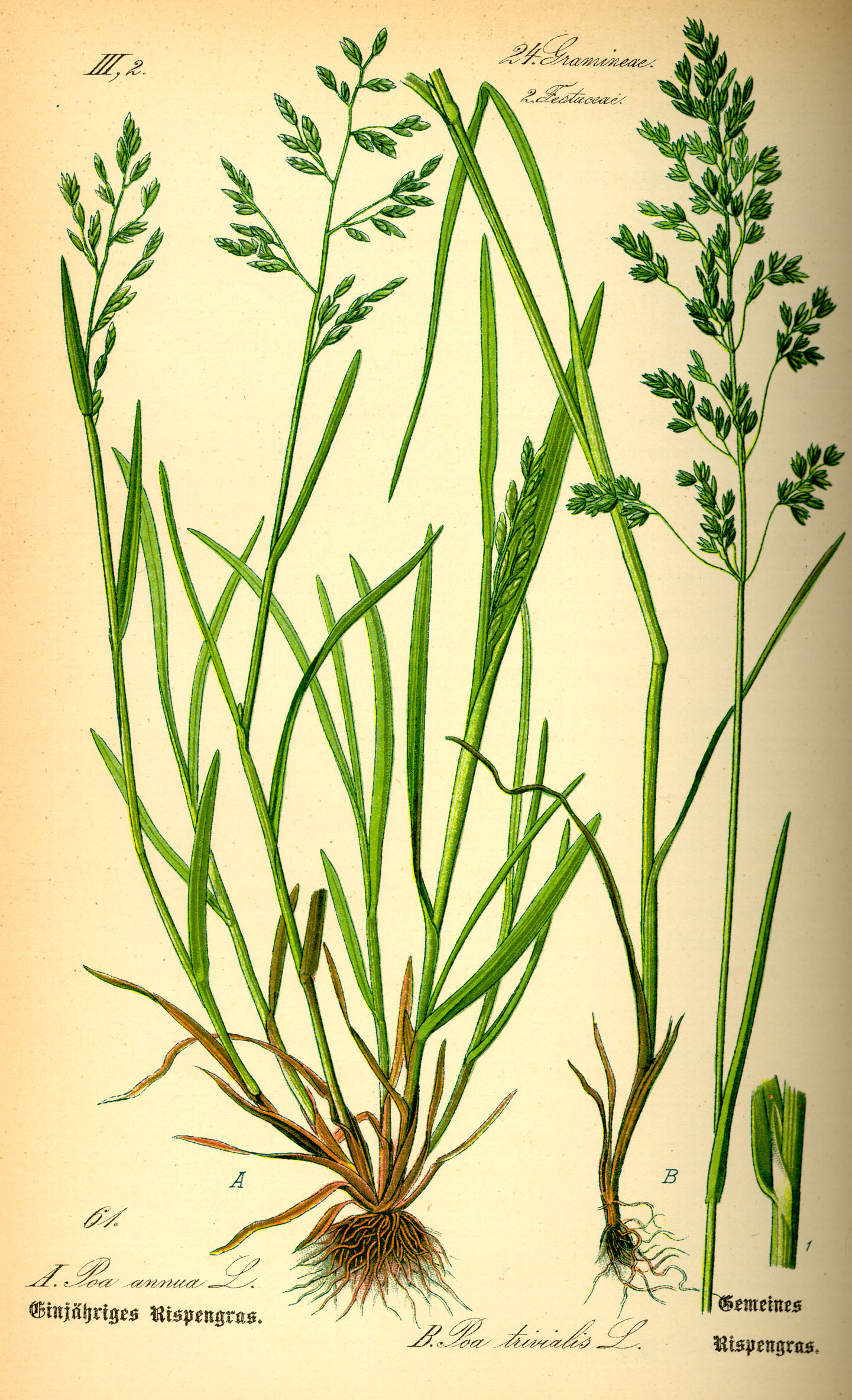
Illustration von Gewöhnlichen Rispengras (Poa trivialis) und Einjährigen Rispengras (Poa annua)

### Vegetative Merkmale
Poa-Arten sind selten einjährige, meist ausdauernde krautige Pflanzen. Sie bilden teilweise unterirdische Ausläufer, seltener oberirdische Kriechsprosse. Die nichtblühenden Seitentriebe wachsen innerhalb oder außerhalb der Blattscheide empor. Die Halme sind stielrund oder seitlich zusammengedrückt und besitzen zwei bis acht Knoten. Bei den nichtblühenden Trieben sind die Blattscheiden nicht, teilweise oder fast vollständig verwachsen. 
Die Laubblätter sind wechselständig am Halm angeordnet. Das Blatthäutchen ist ein häutiger Saum. Die Blattspreiten sind flach oder auch gefaltet. Sie besitzen eine kapuzenförmige Spitze. In der Knospenlage sind die Blätter gefaltet.

### Generative Merkmale
Der Blütenstand ist die für die Gattung namensgebende Rispe. Die Rispe ist ausgebreitet oder auch zusammengezogen. Die einzelnen Ährchen bestehen aus zwei bis zehn, selten aus einem bis 15 Blüten. Ihr Umriss ist eiförmig bis elliptisch, seitlich sind sie unterschiedlich stark zusammengedrückt.
Alle Einzelblüten sind zwittrig. Die Hüllspelzen sind gleich oder ungleich, haben meist drei Nerven, oder die untere nur einen Nerv. Sie sind spitz oder zugespitzt, haben einen Kiel, haben einen dünnhäutigen Rand und sind meist kahl. Die Deckspelzen haben fünf Nerven, sind am oberen Ende schmal-gerundet, zugespitzt oder spitz und sind meist unbegrannt. Selten haben sie eine bis drei Millimeter lange Grannenspitze. Die Deckspelzen sind weißlich-durchsichtig dünnrandig, haben einen Kiel und sind auf dem Rücken behaart. Die Vorspelzen sind zweinervig und etwa gleich lang wie die Deckspelzen. Sie haben einen deutlichen Kiel, der spitz borstenhaarig oder bewimpert ist. Es gibt drei Staubblätter. Der Fruchtknoten ist kahl. Die zwei kurzen, endständigen Griffel enden in federigen Narben.
Zur Fruchtreife fallen die Einzelblüten einzeln aus den stehenbleibenden Hüllspelzen. Die Frucht ist glatt und kahl, hat einen länglichen Umriss und ist im Querschnitt dreikantig. Sie ist frei oder mit der Deck- und Vorspelze verwachsen. Der Embryo ist etwa ein Achtel so lang wie die Frucht. Der Nabel ist punktförmig und grundständig.

### Inhaltsstoffe
In mehreren Poa-Arten wurden cyanogene Glycoside nachgewiesen. Als Speicherkohlenhydrate werden Fructane vom Phlein-Typ gespeichert.

## Systematik und Verbreitung

### Taxonomie
Die Gattung Poa wurde 1753 durch Carl von Linné in Species Plantarum, Tomus I, Seite 67 aufgestellt. Synonyme für Poa L. sind: Panicularia Heist. ex Fabr. nom. superfl., Poagris Raf. nom. superfl., Paneion Lunell nom. superfl., Anthochloa Nees & Meyen, Aphanelytrum Hack.,Austrofestuca (Tzvelev) E.B.Alexeev, Dasypoa Pilg., Dissanthelium Trin., Eremopoa Roshev., Graminastrum E.H.L.Krause, Libyella Pamp., Lindbergella Bor, Lindbergia Bor nom. illeg., Neuropoa Clayton, Ochlopoa (Asch. & Graebn.) H.Scholz, Parodiochloa C.E.Hubb., Phalaridium Nees & Meyen, Stenochloa Nutt., Tovarochloa T.D.Macfarl. & But, Tzvelevia E.B.Alexeev.

### Äußere Systematik
Die Gattung Poa gehört als namensgebende Gattung zur Tribus Poeae in der Unterfamilie Pooideae innerhalb der Familie der Poaceae.

### Arten und ihre Verbreitung
Die Gattung Poa ist kosmopolitisch verbreitet, hat ihren Schwerpunkt jedoch in den gemäßigten Gebieten, besonders auf der Nordhalbkugel.

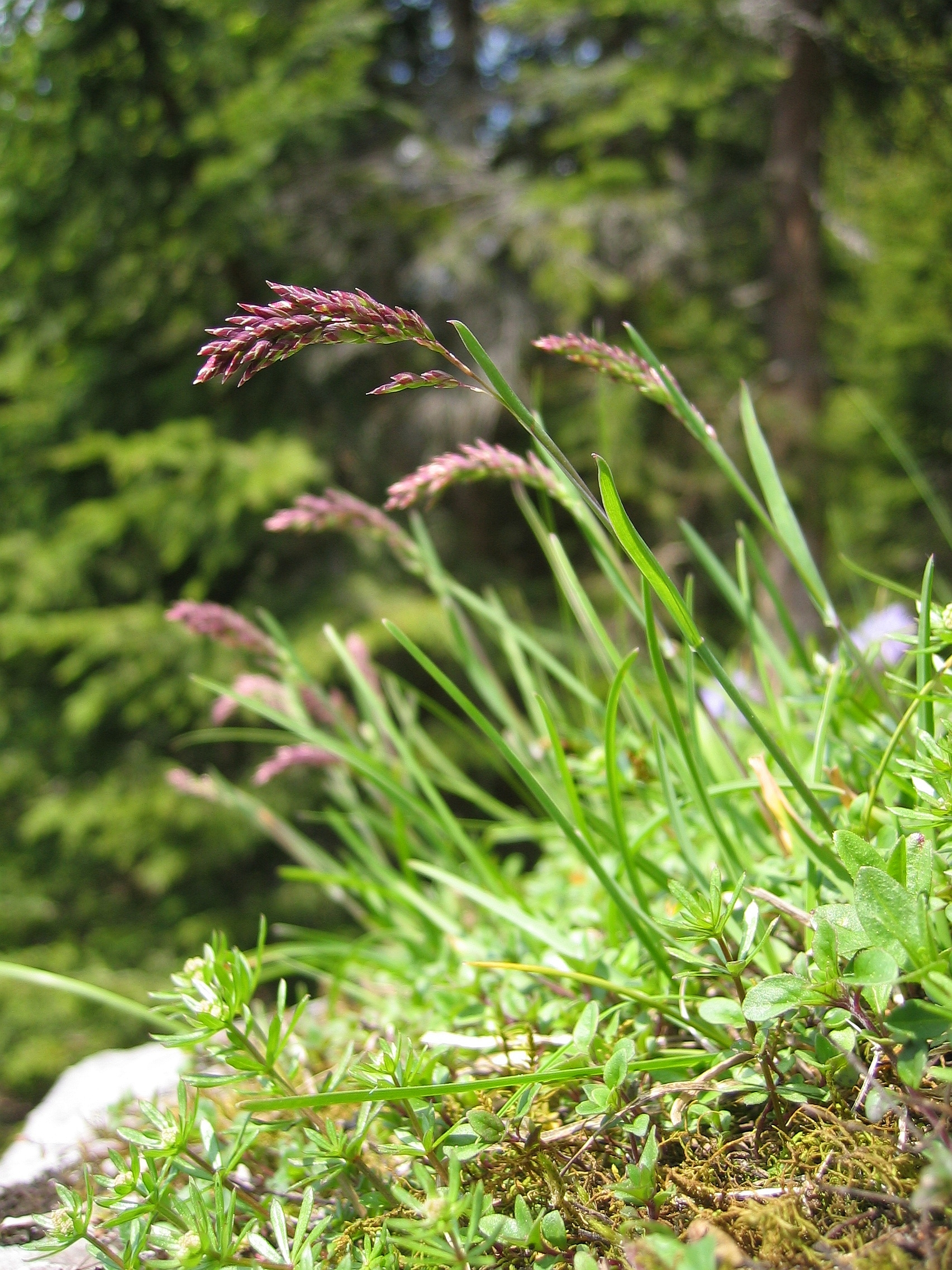
Alpen-Rispengras (Poa alpina)

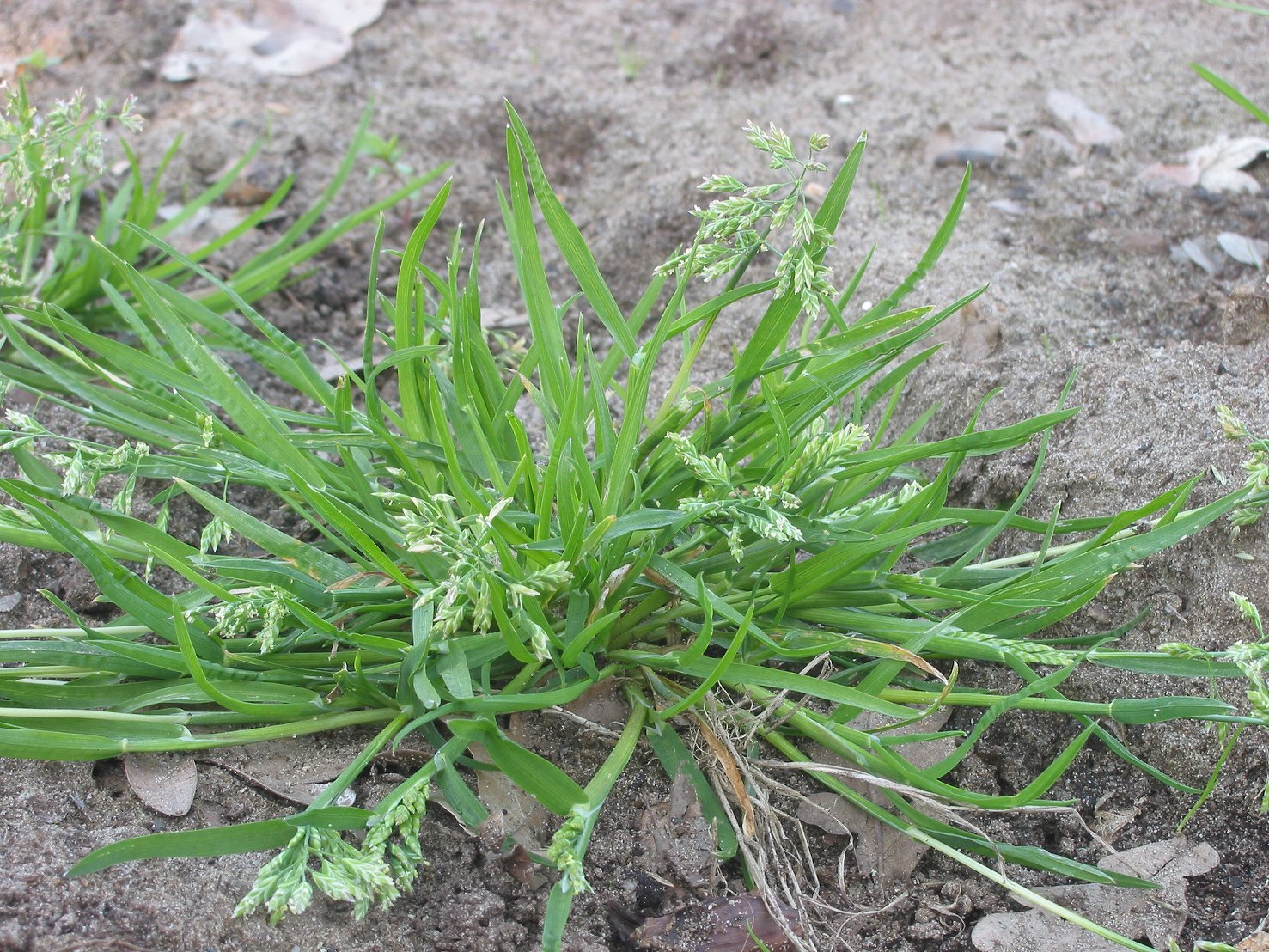
Einjähriges Rispengras (Poa annua)

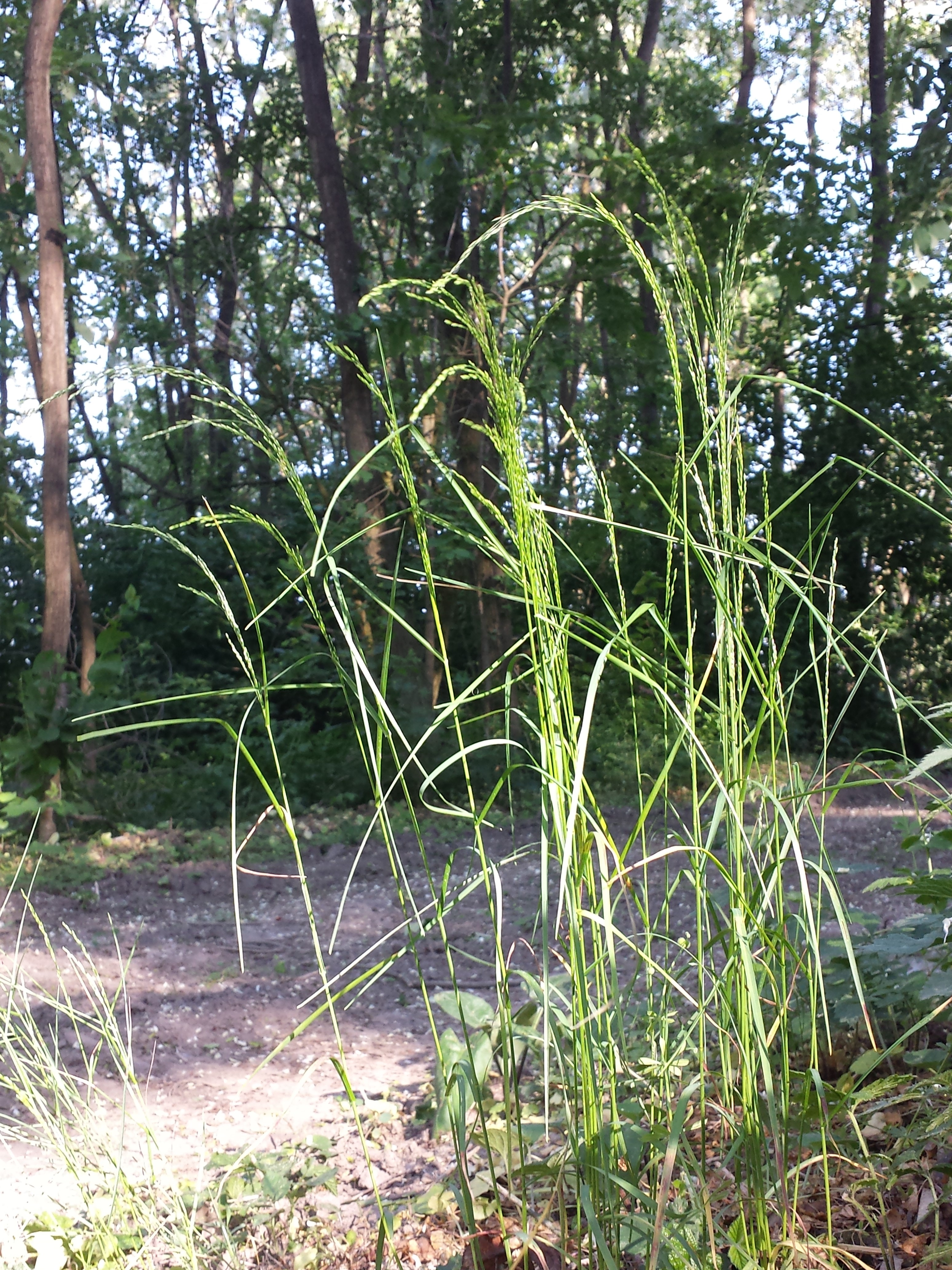
Hain-Rispengras (Poa nemoralis)

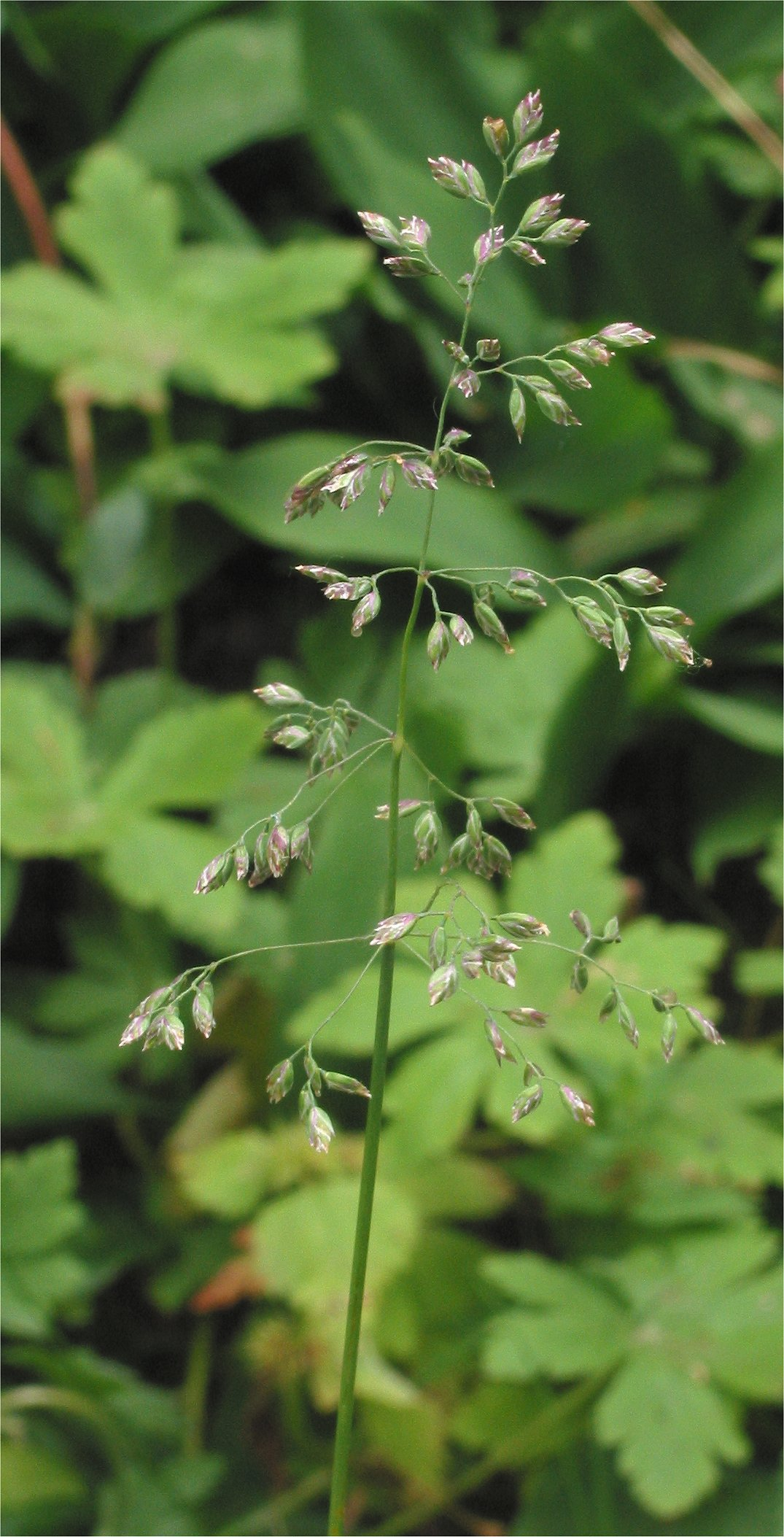
Blütenstand (Rispe) vom Wiesen-Rispengras (Poa pratensis)

Die Gattung Poa enthält etwa 560 Arten, von denen etwa 50 in Europa vorkommen. Die mitteleuropäischen Arten sind:
- Alpen-Rispengras[7] (Poa alpina L.): Es ist in Eurasien, Nordamerika, Grönland, Mexiko, Nordafrika, besonders in den Gebirgen weitverbreitet.
- Schmalblättriges Wiesen-Rispengras[7] (Poa angustifolia L.): Es ist in Eurasien, auf Island, Grönland weitverbreitet und in der Neuen Welt synanthrop.
- Einjähriges Rispengras[7] (Poa annua L.): Es ist kosmopolitisch verbreitet und fehlt in Europa nur auf Spitzbergen; es kommt in Polynesien, auf Hawaii, auf Tristan da Cunha und sogar in der Antarktis (seit 1953) vor.[8]
- Badener Rispengras[7] (Poa badensis Haenke ex Willd.): Es ist vom Kaukasusraum und der Balkanhalbinsel über Südosteuropa bis Mitteleuropa, Schweiz und Frankreich verbreitet.
- Knolliges Rispengras oder Zwiebel-Rispengras[7] (Poa bulbosa L.): Es ist auf den Kanaren, Madeira, in Nordafrika, Eurasien weitverbreitet; in Südafrika, Australien und der Neuen Welt synanthrop.
- Mont-Cenis-Rispengras[7] (Poa cenisia All.): Es gedeiht in Gebirgen Mittel- und Südeuropas und in der Türkei.
- Wald-Rispengras[7] (Poa chaixii Vill.); Verbreitungsgebiet: Europa und Vorderasien, in Nordamerika synanthrop
- Zusammengedrücktes Rispengras[7] (Poa compressa L.); Verbreitungsgebiet: Nordafrika, Europa und Westasien, in Mittel- und Ostasien sowie in Nordamerika, Südamerika, Tasmanien und Neuseeland synanthrop
- Blaues Rispengras[7] (Poa glauca Vahl; Syn.: Poa riphaea (Asch. & Graebn.) Fritsch); Verbreitungsgebiet: zirkumpolar, in Europa, Asien, Nordamerika und Grönland, südlich bis Nordgriechenland, zum Kaukasus und Pakistan
- Bläuliches Wiesen-Rispengras (Poa humilis Ehrh. ex Hoffm.; Syn.: Poa subcaerulea J.E. Sm.; wird auch als Unterart subsp. irrigata (Lindm.) H.Lindb. f. zu Poa pratensis gestellt); Verbreitungsgebiet: Nord- und Mitteleuropa, in Kamtschatka und Nordamerika adventiv
- Bastard-Rispengras[7] (Poa hybrida Gaudin); Verbreitungsgebiet: Alpen, Karpaten, Gebirge der Balkanhalbinsel, Jura
- Frühlings-Rispengras[7] (Poa infirma Kunth), Heimat: Südeuropa, Westeuropa, Nordwestafrika, Türkei bis Indien, in Südamerika eingebürgert, in Mitteleuropa sehr selten
- Schlaffes Rispengras[7] (Poa laxa Haenke): Es gedeiht in 2 Unterarten in den europäischen Gebirgen von den Pyrenäen bis zu den Karpaten.[9]
- Kleines Rispengras[7] (Poa minor Gaudin); Verbreitungsgebiet: Spanien, Alpen von Frankreich, Schweiz, Deutschland, Österreich, Norditalien und Slowenien bis nach Bosnien und Herzegowina
- Inneralpen-Rispengras[7] (Poa molinerii Balb.); Verbreitungsgebiet: Gebirge Süd- und Mitteleuropas, von Spanien und Frankreich über Österreich bis Griechenland und Rumänien
- Hain-Rispengras[7] (Poa nemoralis L.); Verbreitungsgebiet: Europa, Asien, Nordafrika, in Nord- und Südamerika sowie in Südafrika synanthrop
- Sumpf-Rispengras[7] (Poa palustris L.); Verbreitungsgebiet: Eurasien und Nordamerika, dazu Argentinien
- Niedliches Zwiebel-Rispengras oder Niedliches Rispengras (Poa perconcinna J.R. Edmondson, Syn.: Poa concinna Gaudin non R. Br.): Es kommt in Frankreich, Korsika, Italien, in der Schweiz, in Kroatien, Serbien, Montenegro und Bulgarien vor.[9]
- Wiesen-Rispengras[7] (Poa pratensis L.); Verbreitungsgebiet: Europa, Asien, Nordafrika, Kanaren und Madeira, in Amerika, den Bermuda-Inseln, Azoren, Grönland, Südafrika, Australien, Neuseeland, Hawaii, Juan-Fernandez, Tristan da Cunha, Kerguelen und Südgeorgien synanthrop
- Zwerg-Rispengras[7] (Poa pumila Host) in Norditalien, Ostalpen, Slowenien, Balkanhalbinsel und Karpaten
- Lockerblütiges Rispengras[7] (Poa remota Forselles); Verbreitungsgebiet: Nord-, Mittel- und Osteuropa, Asien, in Nordamerika synanthrop
- Steirisches Rispengras[7] (Poa stiriaca Fritsch & Hayek ex Dörfl.); Heimat: Polen, Slowakei, Österreich, Slowenien, südliches Bosnien, Montenegro, Serbien, Rumänien
- Läger-Rispengras[7] (Poa supina Schrad.); Verbreitungsgebiet: Europa und Asien, hauptsächlich in den Gebirgen[10]
- Gewöhnliches Rispengras[7] (Poa trivialis L.); Verbreitungsgebiet: Europa, Asien, Nordafrika, in Amerika, Grönland, Südafrika, Tasmanien, Neuseeland, Kerguelen, Tristan da Cunha synanthrop[10]

Weitere Arten außerhalb Mitteleuropas sind (Auswahl):
- Poa alberti Regel: Sie kommt in fünf Unterarten vom Iranischen Hochland bis zum Himalaja und der Mongolei vor.[1]
- Poa arctica R.Br.: Sie kommt vom subarktischen bis zum subalpinen Amerika vor.[1]
- Poa binata Nees: Sie kommt von Simbabwe bis ins südliche Afrika vor.[1]
- Poa crassicaudex Vickery: Sie kommt im südlichen und südöstlichen Australien vor.[1]
- Poa diaphora Trin.: Sie kommt in zwei Unterarten und mehreren Varietäten von Osteuropa bis China und von Ägypten bis zum Himalaja vor.[1]
- Poa fendleriana (Steud.) Vasey: Sie kommt in zwei Unterarten von Kanada bis Mexiko vor.[1]
- Poa flexuosa Sm.: Sie kommt in drei Unterarten in Nordeuropa und vom subarktischen Nordamerika bis in die USA vor.[1]
- Poa gigantea (Tovar) Refulio: Sie kommt in Peru vor.[1]
- Poa helenae Veldkamp: Sie kommt in Neuguinea vor.[1]
- Poa kerguelensis (Hook. f.) Steud.: Sie kommt nur auf den Kerguelen, Heard und McDonaldinseln vor.[1]
- Poa kilimanjarica (Hedberg) Markgr.-Dann.: Dieser Endemit kommt nur am Kilimandscharo vor.[1]
- Poa longifolia Trin.: Sie kommt auf der Krim und von der Türkei bis zum Kaukasusraum und zum Iran vor.[1]
- Poa madecassa A.Camus: Sie kommt nur auf Madagaskar vor.[1]
- Poa maroccana Nannf.: Sie kommt in Portugal, Spanien und Marokko vor.[1]
- Poa mulalensis Kunth: Sie kommt in Ecuador vor.[1]
- Poa novae-zelandiae Hack.: Sie kommt in Neuseeland vor.[1]
- Poa papuana Stapf: Sie kommt in Sulawesi und in Neuguinea vor.[1]
- Poa pfisteri Soreng: Sie wurde 2008 aus Chile erstbeschrieben.[1]
- Poa populetorum Prob.: Sie wurde 2015 aus Kamtschatka erstbeschrieben.[1]
- Poa ruprechtii Peyr.: Sie kommt von Mexiko bis Guatemala vor.[1]
- Poa sandvicensis (Reichardt) Hitchc.: Sie kommt nur auf Hawaii vor.[1]
- Poa secunda J.Presl: Sie kommt in drei Unterarten und vier Varietäten von Alaska bis Mexiko und in Chile und Argentinien vor.[1]
- Poa sinaica Steud.: Sie kommt vom östlichen Mittelmeerraum bis ins nordwestliche Indien vor.[1]
- Poa sunbisinii Soreng & G.H.Zhu: Sie wurde 2006 aus Yunnan erstbeschrieben.[1]
- Poa thessala Boiss. & Orph.: Sie kommt von Griechenland bis zum Kaukasusraum vor.[1]
- Poa ursina Velen.:[1] Sie kommt in Südosteuropa, sowie in den Süd- und Ost-Karpaten vor.[11]
- Poa versicolor Besser: Sie kommt von Ost- und Südosteuropa bis Ostasien vor.[1]
- Poa yatsugatakensis Honda: Sie kommt in Japan vor.[1]

Nicht mehr zu dieser Gattung wird gerechnet:
- Poa variegata Lam. (Syn.: Poa violacea Bellardi) → Violettes Rispengras (Bellardiochloa variegata (Lam.) Kerguélen): Es kommt vom Mitteleuropa und Südeuropa bis zur Türkei vor.[1]

## Nutzung
Etliche Arten, in Europa vor allem das Wiesen-Rispengras (Poa pratensis) werden als wichtige Wiesen- und Futtergräser angebaut.